# 約氏長吻鰩
約氏長吻鰩（學名：Dipturus johannisdavisi），為軟骨魚綱鰩目鰩科長吻鰩屬的一種，分布於西印度洋亞丁灣和印度特拉凡科海岸海域，深度220至660公尺，體長可達54公分，棲息在大陸坡上層沙泥底質海域，為底棲性魚類，肉食性，卵生，生活習性不明。